# جاده ئی۱۲۵ اروپا
جاده ئی۱۲۵ اروپا (به انگلیسی: European route E125) یکی از جاده‌های درجه ۲ قاره اروپا است.
این جاده از شهر پتروپاول (قزاقستان) شروع شده و در شهر توروگارت پس (مرز چین و قرقیزستان) به پایان می‌رسد.